# Ramnäs landskommun
Ramnäs landskommun var en tidigare kommun i Västmanlands län.

## Administrativ historik
Kommunen bildades i Ramnäs socken i Snevringe härad i Västmanland när 1862 års kommunalförordningar trädde i kraft.
Vid kommunreformen 1952 bildade den storkommun då förutvarande Västervåla landskommun lades samman med Ramnäs.
Denna kommunbildning kom att bli kortlivad. Redan 1963 gick den samman med Sura landskommun för att bilda Surahammars landskommun. Därifrån överfördes Västervåla församling till dåvarande Fagersta stad (sedan 1971 Fagersta kommun) år 1967.

### Kyrklig tillhörighet
I kyrkligt hänseende tillhörde kommunen Ramnäs församling. Den 1 januari 1952 tillkom Västervåla församling.

## Geografi
Ramnäs landskommun omfattade den 1 januari 1952 en areal av 372,58 km², varav 329,04 km² land.

### Tätorter i kommunen 1960
| Tätort         | Folkmängd |
| -------------- | --------- |
| Ramnäs         | 1 614     |
| Virsbo bruk    | 1 216     |
| Ängelsberg     | 369       |
| Virsbo station | 262       |

Tätortsgraden i kommunen var den 1 november 1960 76,8 procent.

## Politik

### Mandatfördelning i valen 1938-1958
| 20 | 4 |  |

| 20 | 5 |

| 21 | 4 |

| 20 | 5 |

|  | 20 | 4 |

| 23 |

| 27 | 3 | 4 |  |

| 30 | 5 |

| 27 | 2 | 4 | 2 |

| 30 | 5 |

| 26 | 3 | 3 | 3 |

| 27 | 8 |